# 中国雲南航空
中国雲南航空（ちゅうごくうんなんこうくう）は中華人民共和国にかつて存在した航空会社。正式名称は中国雲南航空公司。中国民用航空総局（CAAC）の成都管理局と雲南省政府との合同で設立された地方航空会社(前身は雲南省航空)。旧民航系の航空会社の集約政策により、2002年に中国東方航空へ併合され、現在は中国東方航空雲南有限公司（ちゅうごくとうほうこうくううんなんゆうげんこうし）として存在している。

## コードデータ
- IATA航空会社コード：3Q
- ICAO航空会社コード：CYH
- コールサイン：China Yunnan

(現在は使用されていない)

## 概要
- 会社のロゴは金孔雀をデザインしたものであった。

## 沿革
- 1985年 - 民航初の地方航空会社として雲南省航空公司が成立。民航成都管理局と雲南省政府の二重管理を受けていた。メインハブ空港は昆明巫家壩国際空港。
- 1992年7月28日 - 中国民用航空総局直属の航空会社となる。
- 2002年10月11日 - 中国東方航空に併合され、中国東方航空雲南分公司となる。
- 2008年3月31日 - 中国東方航空雲南分公司の飛行機18機が昆明巫家壩国際空港にuターンする事件が発生[1][2][3]。
- 2022年3月21日 - 中国東方航空5735便墜落事故。